# Skogekär Bergbo
Skogekär Bergbo (Aussprache [ˌskuːgəɕæːɹ ˈbæɹːʝbuː]) ist das Pseudonym eines schwedischen Dichters des 17. Jahrhunderts. Es bedeutet in ungefähr „Der waldliebende Bergbewohner“. Wer sich hinter diesem Pseudonym verbirgt, ist bis heute – insbesondere in schwedischen Literatenkreisen – heftig umstritten. Schon seit dem späten 17. Jahrhundert wird meist der adlige Jurist Gustaf Rosenhane (1619–1684) genannt, aber auch dessen älterer Bruder Schering Rosenhane (1609–1663) und der ebenfalls aus dem Adel stammende Jurist Johan Sylvius (1620–1690) kommen in Betracht.
Skogekär Bergbo gilt neben Georg Stiernhielm als erster wirklich bedeutender schwedischer Dichter. In seinem Erstlingswerk Thet Swenska språketz Klagemål („Die Klage der schwedischen Sprache“, 1658) forderte er, die schwedische Sprache von ausländischen Einflüssen zu reinigen. Sein bedeutendstes Werk ist Wenerid („Wenerid“, 1680), eine Sammlung von hundert Sonetten, in welcher in Petrarcas Nachfolge die unerfüllte und unerfüllbare Liebe des lyrischen Ichs zu einer sozial höherstehenden Dame namens Wenerid geschildert wird. Skogekär Bergbo verwendete eine kunstvolle, klassizistische Sprache. Als einer der ersten versuchte er, auf Schwedisch in einer kontinentaleuropäischen Weise zu dichten. Das bekannteste Sonett aus Wenerid ist DV lilla Hålma min („Du meine kleine Insel“), eine Huldigung an die Stadt Stockholm. Wenerid wurde laut der ersten gedruckten Ausgabe von 1680 vor bereits mehr als 30 Jahren, also schon vor 1650, geschrieben. Skogekär Bergbo veröffentlichte auch die Gedichtsammlung Fyratijo små Wijsor („Vierzig kleine Lieder“, 1682.)